# Solnetschnoje (Kaliningrad, Gurjewsk)
Solnetschnoje (russisch Солнечое, deutsch Praddau) ist ein Ort in der russischen Oblast Kaliningrad. Er gehört zur kommunalen Selbstverwaltungseinheit Stadtkreis Gurjewsk im Rajon Gurjewsk.

## Geographische Lage
Solnetschnoje liegt im Südosten des Samlandes und zwölf Kilometer östlich der Oblasthauptstadt Kaliningrad (Königsberg) unweit der alten Trasse der russischen Fernstraße A 229, der ehemaligen deutschen Reichsstraße 1, an der Kommunalstraße 27K-379. Eine Bahnanbindung besteht nicht.

## Geschichte
Das vor 1946 Praddau genannte Gutsdorf blickt auf das Gründungsjahr 1362 zurück. Zwischen 1874 und 1945 war der Ort in den Amtsbezirk Waldau (heute russisch: Nisowje) eingegliedert und gehörte somit zum Landkreis Königsberg (Preußen) (1939 bis 1945 Landkreis Samland) im Regierungsbezirk Königsberg der preußischen Provinz Ostpreußen. Am 1. Dezember 1910 zählte Praddau 92 Einwohner. Am 30. September 1928 verlor das Dorf seine Eigenständigkeit und wurde in die Landgemeinde Wolfsdorf (russisch: Krasnoje) eingemeindet.
1945 kam Praddau mit dem nördlichen Ostpreußen zur Sowjetunion. Im Jahr 1950 erhielt der Ort die russische Bezeichnung Solnetschnoje und wurde gleichzeitig dem Dorfsowjet Nisowski selski Sowet im Rajon Gurjewsk zugeordnet. Von 2008 bis 2013 gehörte Solnetschnoje zur Landgemeinde Nisowskoje selskoje posselenije und seither zum Stadtkreis Gurjewsk.

## Kirche
Die bis 1945 überwiegend evangelische Einwohnerschaft Praddaus war in das Kirchspiel der Kirche Arnau (russisch: Rodniki) eingepfarrt. Es gehörte zum Kirchenkreis Königsberg-Land II innerhalb der Kirchenprovinz Ostpreußen der Kirche der Altpreußischen Union. Heute liegt Solnetschnoje im Einzugsbereich der evangelisch-lutherischen Auferstehungskirche in Kaliningrad (Königsberg) in der Propstei Kaliningrad der Evangelisch-lutherischen Kirche Europäisches Russland (ELKER).